# Curicó (provins)
Provincia de Curicó är en provins i Chile.   Den ligger i regionen Región del Maule, i den södra delen av landet, 180 km söder om huvudstaden Santiago de Chile.
Kommuner i provinsen:

- Curicó
- Hualañe
- Licanten
- Molina
- Rauco
- Romeral
- Sagrada Familia
- Teno
- Vichquen

Trakten runt Provincia de Curicó består till största delen av jordbruksmark. Runt Provincia de Curicó är det ganska tätbefolkat, med 90 invånare per kvadratkilometer.